# Johann Schoberth
Johann Schoberth, född 17 december 1922 i Aufseß, död 8 augusti 1988 i Hollfeld, var en tysk Unterscharführer som verkade i Auschwitz under andra världskriget. Han tjänstgjorde vid lägrets politiska avdelning, benämnd Lager-Gestapo. Vid Första Auschwitzrättegången 1963–1965 frikändes han i brist på bevis.